# Ниобийдипалладий
Ниобийдипалладий — бинарное неорганическое соединение
ниобия и палладия
с формулой Pd2Nb,
серые кристаллы.

## Получение
- Спекание стехиометрических количеств чистых веществ:

{\displaystyle {\mathsf {Nb+2Pd\ {\xrightarrow {1610^{o}C}}\ Pd_{2}Nb}}}

## Физические свойства
Ниобийдипалладий образует кристаллы
ромбической сингонии,
пространственная группа I mmm,
параметры ячейки a = 0,2839 нм, b = 0,8376 нм, c = 0,3886 нм, Z = 2,
структура типа диплатинамолибдена MoPt2
.
Соединение образуется при перитектической реакции при температуре 1610°С  и имеет область гомогенности 66÷67 ат.% палладия.